# 天牢五
大熊座49，又名BD+39 2400，HD 95310、SAO 62354、HR 4288，是大熊座的一颗恒星，视星等为5.08，位于銀經178.15，銀緯64.04，其B1900.0坐标为赤經10h 55m 14.2s，赤緯+39° 64.04′ 57″。